# Catamayo (canton)
Catamayo est un canton d'Équateur situé dans la province de Loja.